# Бразовский, Вадим Михайлович
Вадим Михайлович Бразовский (бел. Вадзім Міхайлавіч Бразоўскі; род. 1 февраля 1968, Новокузнецк, СССР) — белорусский футболист и тренер.

## Клубная карьера
Воспитанник мозырьского футбола, в советские времена играл за жодинское «Торпедо». После выступал за различные клубы Высшей лиги Белоруссии, некоторое время играл в Латвии. В 1999 году вернулся в «Торпедо», которое в то время играла в Первой лиге. Закончил карьеру игрока в 2002 году в составе «МТЗ-РИПО».

## Карьера тренера
С 2003 года работал в системе «Дариды». Был тренером дубля, вторым тренером, дважды исполнял обязанности главного тренера (в октябре-ноябре 2006 года и в июне 2007 года). В январе 2008 года был назначен главным тренером «Дариды».
В сезоне 2008 «Дарида», которая имела значительные финансовые проблемы, заняла последнее место в чемпионате и прекратило существование, а Бразовский перешёл на работу сначала в слонимский «Коммунальник», а в 2011 году оказался в жодинским «Торпедо».
В марте 2012 возглавил дубль, в мае 2012 после отставки Сергея Гуренко был назначен исполняющим обязанности, а потом и главным тренером жодинского клуба. Сначала под руководством Бразовского «Торпедо-БелАЗ» набирало очки, но потом скатилось на последнюю строчку таблицы, и в ноябре 2012 года (за два тура до конца чемпионата) Бразовский был отправлен в отставку.
С января 2013 года занимает должность начальника отдела молодежного футбола «Торпедо-БелАЗ».